# Résistance aux rodenticides
Des phénomènes de résistance aux rodenticides (ou raticides) ont été observés depuis le milieu du XXe siècle.
Ils concernent même des anticoagulants (aussi dits  « antivitamines K ») très puissants tels que la bromadiolone, qui a elle-même remplacé des raticides auxquels diverses populations de rongeurs s'étaient adaptées (en quelques décennies souvent). Ces résistances sont préoccupantes, tant pour des enjeux économiques que sanitaires, sociaux et environnementaux. Des chercheurs essaient de mieux comprendre les mécanismes de ces résistances pour y trouver des parades.

## Histoire
Des résistances se développent au moins depuis qu'on utilise des anticoagulants comme raticides et souricides en remplacement d'autres produits trop toxiques et souvent non dégradables.
Ces anticoagulants chimiques (coumaphène, coumachlore, coumatétralyle, bromadiolone, difenacoum…) et l'indane-1,3-dione (chlorophacinone, diphacinone, difenacoum…) semblaient constituer un bon compromis entre efficacité, coût et sécurité pour l'Homme.
Tous ces produits étaient initialement très efficaces et les rongeurs y étaient tous supposés particulièrement sensibles, en raison du petit volume sanguin et du rythme cardiaque élevé qui les caractérisent.
Néanmoins des souches résistantes de rongeurs sont régulièrement observées de par le monde.

### De premiers soupçons
Des résistances physiologiques adaptatives aux raticides (comparables aux antibiorésistances médicamenteuses) ont été soupçonnées chez les rongeurs « sauvages »  et « proches de l'homme » dès les années 1950 ou 60. Localement, puis dans des régions entières, des utilisateurs étaient confrontés à une perte d'efficacité d'un produit. Pourtant, le poison semblait correctement appliqué du point de vue des cibles, lieux et doses, et les appâts étaient visiblement réellement consommés (il ne s'agissait donc pas d'une adaptation par perte d'appétence du poison pour les rongeurs en question).

### De premières preuves
L'un des premiers cas d'adaptation certaine de rats à un raticide a été décrit en Écosse en 1958. À la même époque, un constat identique est fait chez la souris. En 1960, une publication porte sur la résistance de rats bruns au coumafène. D'autres indices d'adaptations des rats apparaissent dans les années 1960. Des phénomènes similaires sont suspectés aux États-Unis dans des exploitations agricoles également dans les années 1960.
Ces résistances sont confirmées en 1971. Cette information préoccupe l'OMS qui propose en 1971 un protocole d'évaluation de la sensibilité des rats aux anticoagulants rodenticides.
Certains auteurs supputent qu'en réalité seule une partie du phénomène peut être observée et que l'utilisation massive d'anticoagulants durant 50 ans est à l'origine de résistances atteignant jusqu'à 50 à 60 % des populations de rats étudiées, le phénomène étant moins exploré chez la souris.
De nouvelles publications montrent ensuite effectivement que des populations résistantes sont présentes en Belgique (2003, 1984,), au Danemark en 1995 (rat brun, rat noir et souris), en Finlande chez la souris, en France chez le rat brun, le rat noir et la souris, en 1995 et 2005,, en Allemagne chez le rat brun, le rat noir et la souris en 1995, en 2001 et 2005, en Angleterre chez le rat brun, le rat noir et la souris en 2001 et 1995, en Italie chez le rat brun en 1980, en Nouvelle-Zélande chez la souris et le rat brun en 1994, en Suède chez la souris en 1984, en Suisse chez la souris en 1981 . Ces rats ou souris résistaient à la warfarine, au coumatétralyl, à la bromadiolone et, plus faiblement, au difénacoum.
Plus récemment, le phénomène a été mieux étudié du point de vue génétique en Allemagne où il est jugé préoccupant dans les zones d'agriculture intensive et d'élevage de porcs où en 2007, on estimait que 26 000 km2 dans le nord-ouest de l'Allemagne (où l'on trouve 50 % environ des élevages porcins du pays, soit près de 15 millions de porcs, l'Allemagne étant le premier producteur de porcs en Europe) étaient occupés par des souches résistantes de rats. En 2011, une étude de la souche de rats résistante (à la bromadiolone) détectée en Westphalie montre que la majorité de ceux-ci portent le marqueur Y139C dans le gène VKOR (déjà identifié en 2004). Selon le test de résistance BCR, 50 à 100 % des rats étudiés (selon les fermes dont ils provenaient) étaient jugés résistants avant les essais sur le terrain. Et 29 à 100 % des rats (selon les fermes) ont effectivement survécu aux traitements raticides.
En 2007, des populations résistantes ont été trouvées plus à l'est que ce qui était soupçonné, jusque dans la ville de Hanovre. Des défaillances de dératisation étaient également signalées pour la souris domestique (Mus musculus / domesticus). Il a été proposé en 2007 que des tests génétiques moléculaires soient utilisés pour améliorer la surveillance de la résistance aux anticoagulants et fournir des informations plus précises aux dératiseurs.
Cette résistance semble en expansion dans toute l'Europe, notamment dans les grandes installations agroalimentaires ou agricoles (dont élevages).

## Enjeux sanitaires, environnementaux et socio-économiques
L'apparition de souches résistantes aux rodenticides préoccupe les gestionnaires de risques sanitaires pour plusieurs raisons. Tout d'abord, le rat est vecteur de plus de 45 zoonoses, dont leptospirose, peste, choléra, hantavirus, salmonellose, pasteurelloses, dysenterie porcine, trichinose, toxoplasmose...),. Pour marquer son territoire, il disperse son urine (qui peut être infectante), tout en produisant environ 25 000 crottes par an (une souris en produit 17 000).
Une résistance généralisée serait par ailleurs catastrophique pour la sécurité agroalimentaire (5 à 15 % des récoltes céréalières mondiales sont encore pillées ou souillées par des rongeurs, essentiellement par les rats (20 millions de t/an). Or, la plupart des rongeurs sont très prolifiques ; sans prédateurs, sans maladie, et dans un contexte idéal, un couple de rats et ses portées successives pourraient produire environ 20 millions d'individus en trois années, et la souris est encore plus prolifique. Les élevages et poulaillers industriels où ils peuvent trouver une nourriture abondante, souvent surdosée en vitamines et oligoéléments, parfois enrichie en hormone de croissance et en antibiotiques leur offrent un environnement très favorable (dont la vitamine K qui les aide à résister aux raticides). Ainsi, selon une enquête faite récemment, ce sont 80 % des poulaillers et 89 % des porcheries qui en Ontario abritent des rats et des souris.
Localement, les rats sont en outre responsables de certains dégâts aux bâtiments (isolation en particulier, mais aussi systèmes électriques ou de ventilation, emballages, tuyauterie de plastique, etc.). Ces dégâts ont des coûts humains, sociaux et en matière de sécurité.
Enfin, une résistance génétiquement acquise pourrait conduire les dératiseurs à l'utilisation de poisons encore plus dangereux, et qui, mal utilisés, peuvent aussi tuer directement ou indirectement un grand nombre des prédateurs naturels des rongeurs, voire des humains.

## Mécanismes connus ou supposés d'adaptation
Plusieurs mécanismes sont possibles et peuvent sans doute additionner leurs avantages pour les rongeurs.

### L'hypothèse de l'«aversion gustative conditionnée»
Une aversion de la part des rongeurs est une hypothèse plausible pour les anticoagulants « de première génération », mais moins pour les poisons récents qui n'ont pas de goût désagréable détectable par l'animal.
De telles aversions n'ont pu être démontrées en laboratoires que pour certains anticoagulants absorbés à dose non létale par le rat brun).
Elles seraient facilitées :
- quand il existe un antidote pour l'animal dans la nature (un aliment riche en vitamine K dans le cas des anticoagulants). On soupçonne que certaines souches de rats et souris résistantes aient pu développer une telle capacité.
- dans le cas des  anticoagulants « de première génération » qui étaient des poisons d'accumulation. C'est-à-dire que pour une efficacité totale (mort du rongeur), ce dernier doit consommer sous forme d’appâts plusieurs doses durant plusieurs jours. La mort survient alors normalement 3 à 10 jours après la première prise. Or, ces rodenticides étaient (et sont encore) surtout utilisés dans l'environnement domestique, agricole (élevages, granges, etc.), en milieu rural et dans l'industrie agroalimentaire, là où les rats et souris trouvent le plus facilement une nourriture riche (ex. : aliments pour le bétail ou la volaille) et abondante en hiver et souvent en toutes saisons. Dans ces conditions, certains rats peuvent ne pas consommer suffisamment d'appâts pour atteindre la dose assurément mortelle. Ils peuvent paraître immunisés, mais ne le sont pas. 
Chez les rongeurs qui sont très prolifiques, ces contacts répétés avec le poison pourraient peut-être néanmoins progressivement sélectionner des souches de rongeurs plus résistantes, voire très résistantes.

Par contre, les anticoagulants dits « de seconde génération » (difenacoum, bromadiolone, brodifacoum et flocoumafen) sont plus puissants et dotés d'un effet plus persistant (plusieurs mois, même après une seule prise alimentaire) ; ainsi un enfant ayant accidentellement ingéré un anticoagulant de seconde génération a dû être traité durant sept mois. Et un adulte ayant fait une tentative de suicide avec un anticoagulant de seconde génération a eu besoin de 8 mois de traitement à la vitamine K.

## Résistance comportementale
Les rongeurs ont une activité sociale développée et semblent faire preuve de capacités d'adaptation exceptionnelles. Dans certains cas, des comportements d'évitement semblent manifestes (tout comme face aux pièges mécaniques).

### Phénomène de sélection naturelle à la suite de contacts répétés
On suppose que ces rats sont devenus peu à peu résistants à certains rodenticides (de « première », et « de seconde générations » (résistances observées à des doses jusqu'à 10 fois supérieures aux doses normalement létales) à la suite de contacts répétés avec ces produits combinés à une sélection naturelle.
Une étude anglaise a montré qu'au début des années 1990, sur le territoire d'étude, le brodifacoum et le flocoumafène restaient aussi efficaces dans les territoires de résistance et de non-résistance, alors que le difénacoum et la bromadiolone y avaient perdu leur efficacité).
La quantité de céréales entreposées dans les exploitations agricoles semblait dans ce cas aussi jouer un rôle (plus de rats bien nourris et moindre appétence des appâts ?), de même que la proximité de populations source résistantes (qui se répandent dans les zones de non-résistance au fur et à mesure que les rongeurs non résistants y sont empoisonnés) (cf. théorie source-puits).
L'assimilation régulière de petites doses par certains rats pourrait donc agir comme un facteur de sélection de souches résistantes (mutation du gène VKORC1), mais de manière différenciée selon les territoires et les produits. Le piégeage ou la rareté des prédateurs naturels des rongeurs (mammifères carnivores, rapaces, serpents) pourrait aussi favoriser la propagation et pullulation des rongeurs.
On a aussi montré (en 1993, chez des souris et trois souches résistantes de rats de laboratoire) que la vitamine K3 ajoutée dans les aliments pour animaux d'élevages (volaille, porcs, etc.), très appréciés des rats, l'était en quantité suffisante pour avoir un effet d'antidote significatif contre certains raticides (difénacoum, bromadiolone, brodifacoum et flocoumafène). Cet effet était marqué à 5 mg/kg de nourriture, mais disparaissait sous un seuil situé à 1 à 2 mg (pour les souches de rats utilisés lors de cette expérience).
Ces rats ne semblent pas encore résister aux rodenticides dits de troisième génération (diféthialone, difacoum).

## Résistance génétique
Un gène mutant a été identifié en France (Y139F), et par la suite cinq autres mutations ont été identifiées en Europe.
Une  pullulation de rats génétiquement mutés et résistants à des poisons anticoagulants a récemment été observée en 2012 à Henley-on-Thames. Ces rats résistent aux poisons utilisés par les autorités locales ainsi que par les entreprises de dératisation, les agriculteurs, chasseurs ou garde-chasses. Ils ont été trouvés dans les exploitations agricoles où ils sont fréquents, en raison de l'abondance d'aliments pour le bétail, riches et concentrés. Mais on en a aussi trouvé en zone urbaine aux abords de la rivière Oxfordshire (où les trois-quarts des rats sont maintenant résistants). Ces rats pourraient avoir migré à partir de certaines zones du Berkshire et du Hampshire. Une analyse génétique d’échantillons de  queues de centaines de rats a permis de cartographier la population porteuse du gène de résistance, montrant leur présence aux abords de zones urbaines (Henley et deux villes du Berkshire ; Caversham et Sonning notamment). La population de rats est estimée à environ 10,5 millions d'individus en Grande-Bretagne.

## Résistances génétiques et comportementales
La résistance peut combiner deux aspects, héréditaire (génétique), lié à une pression de sélection face à un usage très ou trop général de raticides, et/ou une résistance acquise comportementale (l'animal évite l’appât) et/ou physiologique.

## Le «modèle humain»
Les médecins utilisent chez leurs patients des anticoagulants depuis longtemps.
Autrefois, ils apposaient des sangsues médicinales. Aujourd'hui, ils utilisent assez couramment des molécules identiques à celles utilisées par certains raticides. Des chercheurs ont donc eu l'idée de rechercher d'éventuels phénomènes de résistances chez l'Homme afin d'en mieux comprendre l'origine ou d'identifier des gènes de résistance.
Des résistances (innées ou acquises) à des traitements médicaux anticoagulants basés sur les mêmes molécules que certains raticides sont très rares chez l'Homme, mais existent. Dans quelques cas au moins, elles ont été documentées.
Le premier cas observé date de 1961 . L'hypothèse a dans le second cas pu être posée qu'un patient pouvait devenir « résistant » à deux anticoagulants après avoir été exposé à eux sur une longue période. Il s'agissait de dérivés de coumarine et d'indanedione en l'occurrence, et l'analyse de sang a montré que le patient avait correctement pris ces médicaments. Chez ce patient, la dose (orale) a dû être augmentée jusqu'à presque quadrupler en 200 jours pour obtenir le même effet. S'il n'y a pas eu d'interaction avec un autre médicament ayant la vertu d'antidote, les explications pourraient par exemple être une malabsorption (inhibition de l'absorption intestinale) du produit, comme on l'a montré chez une patiente qui a développé une résistance à la warfarine (les 2/3 de la dose orale n'étaient plus absorbées, alors que durant 2 ans, la thérapie avait été normalement efficace). Dans ce cas, la patiente s'est montrée également résistante au dicoumarol, mais le phénindione s'est montrée actif, et/ou une partie du produit a été détruite par le métabolisme (peut-être par la flore intestinale, ou encore d'autres facteurs non éclaircis sont intervenus. Quand la résistance n'est pas génétique, elle peut être importante, mais momentanée (ne durer que quelques mois par exemple dans le cas d'un patient masculin de 62 ans (qui a résisté - provisoirement - à 3 fois la dose normalement active), décrit en 1993. Le patient a eu besoin de 60 mg/j de warfarine pour avoir un effet anticoagulant correspondant à celui obtenu avec une dose de 2,5 à 10 mg/j - le maximum étant considéré comme étant de 15 mg/j chez l'homme adulte. Aucun facteur alimentaire ou intestinal ne semblait pouvoir expliquer cette anomalie. Chez l'une des deux sœurs de ce patient (masculin, noir, 30 ans), la même résistance a été observée, mais pas chez sa sœur ni chez 15 sujets noirs testés pour le même produit comme « groupe-contrôle ». L'explication semble donc ici génétique, et familiale.
D'autres cas familiaux ont été repérés,,.
Dans deux cas de résistance génétique, la présence d'un récepteur anormal à une enzyme et ayant une forte affinité pour la vitamine K a été suggérée, ce qui pourrait expliquer (dans ces 2 cas) un effet inhibiteur d'anticoagulants.
Un hypothyroïdisme semble aussi pouvoir inhiber les effets de certains anticoagulants ,. Plusieurs cas de résistance apparente étaient en fait dus à un apport non repéré de vitamine K ou à une alimentation trop liquide.

## Niveau de résistance
Le niveau de résistance est mesuré par un test international « ratio international normalisé » (ou international normalised ratio, INR) basé sur une réponse sanguine (based blood clotting response ou « BCR »).
Les rats sont considérés comme résistants quand ils supportent une dose de poison 2,5 fois supérieure à la normale et que cette résistance est transmise aux générations suivantes (sinon on parle de simple « variabilité métabolique », et pas de « résistance »).

### Solutions
D’autres poisons pourraient être utilisés, mais sont actuellement interdits en raison de leur toxicité environnementale ou pour l’Homme.
Si l'on en juge par ce qui s'est produit en matière d'antibiorésistance chez les microbes ou avec certaines résistances d'insectes aux insecticides, la résistance acquise par sélection génétique, quand elle s'est généralisée ou largement diffusée, ne peut pas être surmontée par une légère augmentation de la dose. Chez les moustiques, poux, blattes ou d'autres insectes dits « nuisibles » et largement exposés aux insecticides, après quelques dizaines d'années d'exposition et d'adaptation, une augmentation de plusieurs milliers de fois la dose est souvent nécessaire pour les tuer.
Ces doses sont alors bien  plus nocives pour les écosystèmes et l'Homme, ainsi que pour les prédateurs naturels de ces insectes, qui peuvent donc continuer à s'adapter.
Les solutions évoquées par la littérature sont d'autres alternatives à inventer, la combinaison de plusieurs stratégies de lutte, en les changeant régulièrement, ou l'utilisation rationalisée d'alternatives « non toxiques » existantes.